# Власов, Алексей Константинович
Алексей Константинович Власов (16 [28] января 1868, село Власовка, Покровский уезд, Владимирская губерния — 21 мая 1922, Москва) — российский математик, доктор чистой математики; один из представителей научной геометрической школы Московского университета, созданной Василием Яковлевичем Цингером. Впервые применил методы проективной геометрии к начертательной геометрии и номографии.

## Краткая биография
Родился в крестьянской семье. Учился в земском народном училище, с самого начала обучения проявляя одарённость и хорошую память. Продолжил обучение во Владимире, в духовном училище и семинарии, затем поступил в 6-й класс Владимирской гимназии. После её окончания в 1888 году поступил на физико-математический факультет Московского университета. Будучи на третьем курсе и слушая лекции В. Я. Цингера по высшей геометрии, он выбрал в качестве своей специальности проективную геометрию и работал в этой области до конца жизни.

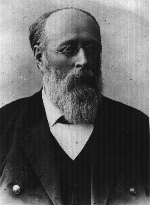
В. Я. Цингер (1836—1907)

Окончив университет в 1892 году, он был оставлен при университете для подготовки к профессорской работе по предложении В. Я. Цингера и Б. К. Млодзиевского. С 1897 по 1911 год, работая в университете, преподавал математику в Училище живописи, ваяния и зодчества, а также в Московском инженерном училище (с 1898 по 1908). В ноябре 1900 года защитил магистерскую диссертацию на тему «Линейные системы конических сечений в их проективном и метрическом строении».
В 1903 году совершил поездку в Геттингенский университет, где изучал постановку преподавания, а также сделал несколько сообщений в Геттингенском математическом обществе. Вернувшись в Москву, в 1906 году вместе с Млодзиевским организовал на Высших Женских Курсах первый в России «семинарий» по образцу Геттингенского университета.
В 1910 году Власов защитил докторскую диссертацию на тему «Полярные системы высших порядков в формах первой ступени».
В 1911 году, после защиты докторской диссертации, должен был занять место заведующего кафедры, но после студенческих волнений, вместе со многими другими профессорами, уволился в знак протеста против политики руководства университета (Дело Кассо). До 1917 года преподавал в Московском коммерческом институте в качестве ординарного профессора, затем вернулся в университет в качестве экстраординарного профессора. С 1920 года читал лекции в Высшей аэрофотограмметрической школе Красного Воздушного Флота.
В 1914 году было опубликовано написанное Власовым двухтомное учебное пособие для высших учебных заведений — «Курс высшей математики», которое после этого многократно переиздавалось (5-е издание — в 1952 году).
В 1921 году он прочёл факультативный курс «Геометрические основы изобразительных искусств».
Последние годы жизни Алексей Константинович страдал болезнью сердца, он скончался 21 мая 1922 года. Похоронен на Донском кладбище в Москве.

## Научные труды
Труды посвящены большей частью проективной геометрии, в том числе теореме Паскаля. Некоторые из них:
- Линейные системы конических сечений в их проективном и метрическом строении. — М., 1901.
- Polarograph und Konikograph // Zeitschrift für Mathematik und Physik, Bd. 54, 1906.
- Полярные системы высших порядков в формах первой ступени. — М., 1909.
- Новый способ построения поверхности 2-го порядка по 9-ти точкам // Математический сборник, т. 26.
- О новых и старых фактах не-евклидовых геометрий.
- Основное предложение проективной геометрии.
- Развитие Штаудтовой теории мнимых элементов.
- Отражение во вращающемся зеркале.
- Об особенностях в расположении паскалевых линий для данных шести точек конического сечения. // Математический сборник, 1925, т. 32, вып. 4.
- Курс высшей математики, т. 1—2. — 1 изд. — М. — 1914-16; 4 изд. — М.—Л., 1946; 5 изд. — М., 1952;.